# Amisfield
Amisfield ist eine Ortschaft in der schottischen Council Area Dumfries and Galloway. Sie liegt rund acht Kilometer nordöstlich des Zentrums von Dumfries an dem Bach Amisfield Burn, dem Oberlauf des Lochar Water.

## Geschichte
Seit dem 12. Jahrhundert gehörten die Ländereien zu den Besitztümern des Clans Charteris. Die Ortschaft entwickelte sich mit dem Tower House Amisfield Tower, das isoliert rund einen Kilometer nordwestlich von Amisfield gelegen ist. Es gehörte zu den Wehrbauten des Clans Charteris, der es im Jahre 1600 erbaute. Möglicherweise existierte ein Vorgängerbauwerk am Standort. 1961 wurden 119 Einwohner in Amisfield gezählt.

## Verkehr
Direkt östlich verläuft mit der A701 (Edinburgh–Dumfries) eine Fernverkehrsstraße. Mitte des 19. Jahrhunderts wurde die Ortschaft mit einem eigenen Bahnhof entlang der Dumfries, Lochmaben and Lockerbie Railway an das Eisenbahnnetz angeschlossen. Der Bahnhof wurde jedoch in den 1950er Jahren geschlossen.